# 淄博北站
淄博北站，位于中华人民共和国山东省淄博市张店区四宝山街道，是济青高速铁路上的铁路车站，于2018年12月26日启用，由中国铁路济南局集团有限公司管辖。

## 車站周邊
- 淄博市高新区第二中学
- 淄博高新区第四小学
- 淄博高新区石桥中心医院

## 歷史
- 2018年12月26日启用。

## 外部連結
- 中国铁路客户服务中心（页面存档备份，存于）